# 八代市立文政小学校
八代市立文政小学校（やつしろしりつ ぶんせいしょうがっこう）は、熊本県八代市鏡町両出にある公立小学校。

## 沿革
- 1873年 - 外出村遍照寺において開校。
- 1874年 - 塩浜村に移転。
- 1876年 - 両出村に移転。第五大学区熊本管内第十六番中学区八代郡両出村第四十二番小学校区両出学校と称する。
- 1877年 - 公立進和小学校と称する。
- 1885年 - 尋常文政小学校と称する。
- 1891年 - 文政尋常小学校と改称する。
- 1920年 - 高等科併置。文政尋常高等小学校と改称する。
- 1941年 - 文政国民学校と改称する。
- 1947年 - 文政村立文政小学校と改称する。
- 1955年 - 鏡町立文政小学校と改称する。北新地分校開設。
- 1977年 - 北新地分校閉校。
- 2005年 - 八代市立文政小学校と改称。

## アクセス
- バス
  - 産交バス「文政小学校前」より徒歩約1分
  - 産交バス「両出」より徒歩約4分
- 自家用車
  - 有佐駅より車で約10分

## 周辺施設
- 八代市立鏡中学校